# Avala
Avala (serbisk kyrilliska: Авала) är ett berg i utkanten av Serbiens huvudstad, Belgrad. Från Avala ser man ut över Belgrad, Vojvodina och Šumadija. Det är 511 meter (1677 fot) högt.
Avala är en traditionell picknickplats för Belgradborna.
På berget finns bland annat:
- Avalatornet, ett landmärke som  förstördes 1999 under Natos bombningar, men sedan återuppbyggdes genom donationer från folket.
- Helige despoten Stefan Lazarevićs kyrka
- Den okände soldatens grav från första världskriget
- Hotell och vandrarhem
- Promenadstråk
- Etnoparken Beli Potok
- Bergsklättring - Čarapićev Brest och Mitrovićev dom